# Басейн Ворскли
Басейн Ворскли — водозбір річки Ворскла, загальною площею 14,7 тис. км², з них в межах України — 12,59 тис. км². Поширюється на територію Бєлгородської області Росії та Сумської, Харківської і Полтавської (5,97 тис. км²) областей України.

## Характеристика
Розміщується на територіях Середньоросійської височини та Придніпровської низовини. Живлення змішане (ґрунтове та атмосферне), найвищий рівень води — в березні-квітні, найнижчий — у липні-жовтні. Середньорічні витрати води біля гирла Ворскли — 36,4 м3/с.
Льодостав починається в грудні й триває до березня. Головні річки басейну: Боромля та Ворсклиця — праві притоки Ворскли, Коломак, Мерло і Тагамлик — ліві.

## Антропогенний вплив
В басейні розміщуються великі промислові міста Тростянець та Охтирка. Нафтогазоконденсатні родовища, що розробляються біля Охтирки, спричиняють забруднення річок.
На річці Ворскла, біля села Куземин, споруджено шлюз-регулятор з водосховищем. В басейні утворено Бакирівський, Климентіївський та Хухрянський заказники державного значення.
Після Другої світової війни на Ворсклі збудовано Кунцевську та Опішнянську гідроелектростанції, нині законсервовані.